# José Andrés
José Ramón Andrés Puerta, més conegut com a José Andrés, (Mieres 13 de juliol de 1969) és un cuiner i activista hispanoamericà. Nascut a Astúries, la seva família va traslladar-se a Barcelona quan ell tenia cinc anys. Va descobrir la seva vocació de molt jove i ben aviat va entrar a treballar a El Bulli mentre estudiava a l'Escola de Restauració i Hosteleria. Als 21 anys va anar a viure als Estats Units, on ha desenvolupat la seva carrera.
Té restaurants a Los Angeles, Las Vegas o Washington DC, entre d'altres i sovint se'l reconeix com la persona que va popularitzar les tapes als Estats Units. És fundador de la ONG World Central Kitchen, dedicada a proveir menjar a víctimes de desastres naturals.
Nacionalitzat estatunidenc, el 2010 va rebre l'Orde de les Arts i les Lletres d'Espanya i el 2015 la Medalla Nacional d'Humanitats. També ha aparegut en diverses ocasions a la llista Time 100, que reconeix les personalitats més influents del món segons la Revista Time. El 2025 el President dels Estats Units Joe Biden li concedí la Medalla Presidencial de la Llibertat.